# Tapirira mexicana
Tapirira mexicana là một loài thực vật có hoa trong họ Đào lộn hột. Loài này được Marchand miêu tả khoa học đầu tiên năm 1869.